# Генріх Лінднер
Генріх Лінднер (нім. Heinrich Lindner; 23 березня 1879, Нюрнберг — 20 травня 1958, Мюнхен) — німецький військовий ветеринар, доктор ветеринарії, генерал-майор ветеринарної служби рейхсверу і вермахту (1 квітня 1929).

## Біографія
1 жовтня 1901 року вступив однорічним добровольцем у 8-й польовий артилерійський полк Баварської армії. 10 квітня 1902 року переведений в 6-й шеволежерський полк. 30 вересня 1902 року відправлений в резерв. 9 квітня 1904 року повернувся в армію, ветеринар 12-го польового артилерійського полку. 11 жовтня 1904 року знові відправлений в резерв. 25 лютого 1906 року повернувся в армію. Учасник Першої світової війни. Після демобілізації армії залишений в рейхсвері. 31 липня 1930 року звільнений у відставку. З 24 вересня по 19 жовтня 1938 року — ветеринар при команудванні 13-го армійського корпусу. 1 квітня 1939 року переданий в розпорядження сухопутних військ.
З 26 серпня 1939 по 25 вересня 1940 року — головний ветеринар 7-го армійського корпусу. З 2 жовтня 1940 року — головний ветеринар офіцер при начальнику військової адміністрації в Бордо, з 5 червня 1941 року — в штабі адміністрації військового району A (Північно-Західна Франція), з 1 липня 1941 року — при командному штабі Відня, потім — при командувачі військами в Україні. 20 травня 1942 року відправлений в резерв. 31 грудня 1942 року звільнений у відставку.

## Нагороди
- Медаль принца-регента Луїтпольда
- Залізний хрест 2-го і 1-го класу
- Орден «За військові заслуги» (Баварія) 4-го класу з мечами
- Почесний хрест ветерана війни з мечами (1934)
- Медаль «За вислугу років у Вермахті»
  - 4-го, 3-го і 2-го класу (18 років; 2 жовтня 1936) — отримав 3 нагороди одночасно.
  - 1-го класу (25 років)
- Медаль «У пам'ять 13 березня 1938 року»
- Медаль «За Атлантичний вал»
- Хрест Воєнних заслуг 2-го і 1-го класу з мечами